# Willem van de Zandschulp
Willem van de Zandschulp (Bennekom, 14 februari 1940) is een Nederlands voormalig vormingswerker en politicus namens de PvdA. Hij was van 16 september 1980 tot 8 juni 1999 lid van de Eerste Kamer der Staten-Generaal.

## Loopbaan
Van de Zandschulp was lang werkzaam als cursusleider sociale zekerheid aan het Vormings-, scholings- en opleidingscentrum Trijn van Leemput in Utrecht. Van 1998 tot 2005 was hij werknemers-commissaris Utrechtse Werkbedrijven. Van de Zandschulp zat tussen 1973 en 1977 en tussen 1979 en 1991 in het partijbestuur van de PvdA. Hij behoorde tot de Nieuw Links-beweging en was in zijn eerste periode als partijbestuurder een zeer nauw (hinderlijk of meer) volger van het kabinet-Den Uyl. Van de Zandschulp behoorde tot de linker vleugel van de PvdA en was voorstander van een grotere linkse samenwerking in de jaren 1970 met PSP, PPR en DS'70 en D66 en vanaf begin jaren 1980 ook met de CPN.
Bij de Eerste Kamerverkiezingen 1980 werd Van de Zandschulp verkozen tot lid van de Eerste Kamer der Staten-Generaal. Daar hield hij zich vooral bezig met sociale zaken. Hij keerde zich in 1987 tegen voorstellen om de koppeling tussen de stijging van lonen en uitkeringen los te laten. Van de Zandschulp verwierf bekendheid toen hij zich tijdens het kabinet-Lubbers III, waarin de PvdA samenwerkte met het CDA, keerde tegen voorgestelde ingrepen in de WAO. Voor de Eerste Kamerverkiezingen 1995 was aanvankelijk geen plaats op de kieslijst voor hem ingeruimd omdat het partijbestuur voor sociale zaken oud-staatssecretaris Elske ter Veld had bedacht. Na een lobby onder aanvoering van Stan Poppe kwam Van de Zandschulp toch op plaats zeven op de kieslijst en werd herverkozen. Na de Eerste Kamerverkiezingen 1999 keerde hij niet meer terug.
- Parlement.com: vg09llmm5azs